# Галівка (Самбірський район)

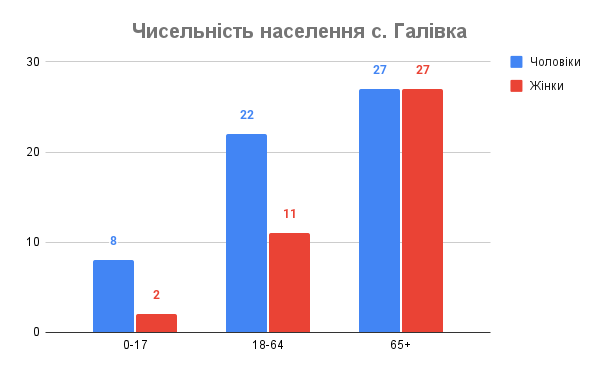
Чисельність населення с. Галівка, 2021 р.

Га́лівка — село в Україні, у Самбірському районі Львівської області. Населення становить 97 осіб. Орган місцевого самоврядування — Стрілківська сільська рада.

## Географія
Розташоване за 41 км на північний захід від Старого Самбора. У сучасних межах село Галівка має загальну площу 170 га.

## Історія
В історичних джерелах село Галівка згадується вже з 1565 року. Це село належить до населених пунктів, у яких проживали і від яких пішли відсільні прізвища родини Сасів.
У 1785-88 роках село згадується в написанні як Gałowka, що, як визначають фахівці, необхідно читати як "Галівка". На підставі писемних свідчень дослідники стверджують, що назва цього села первинно також звучала "Галівка".

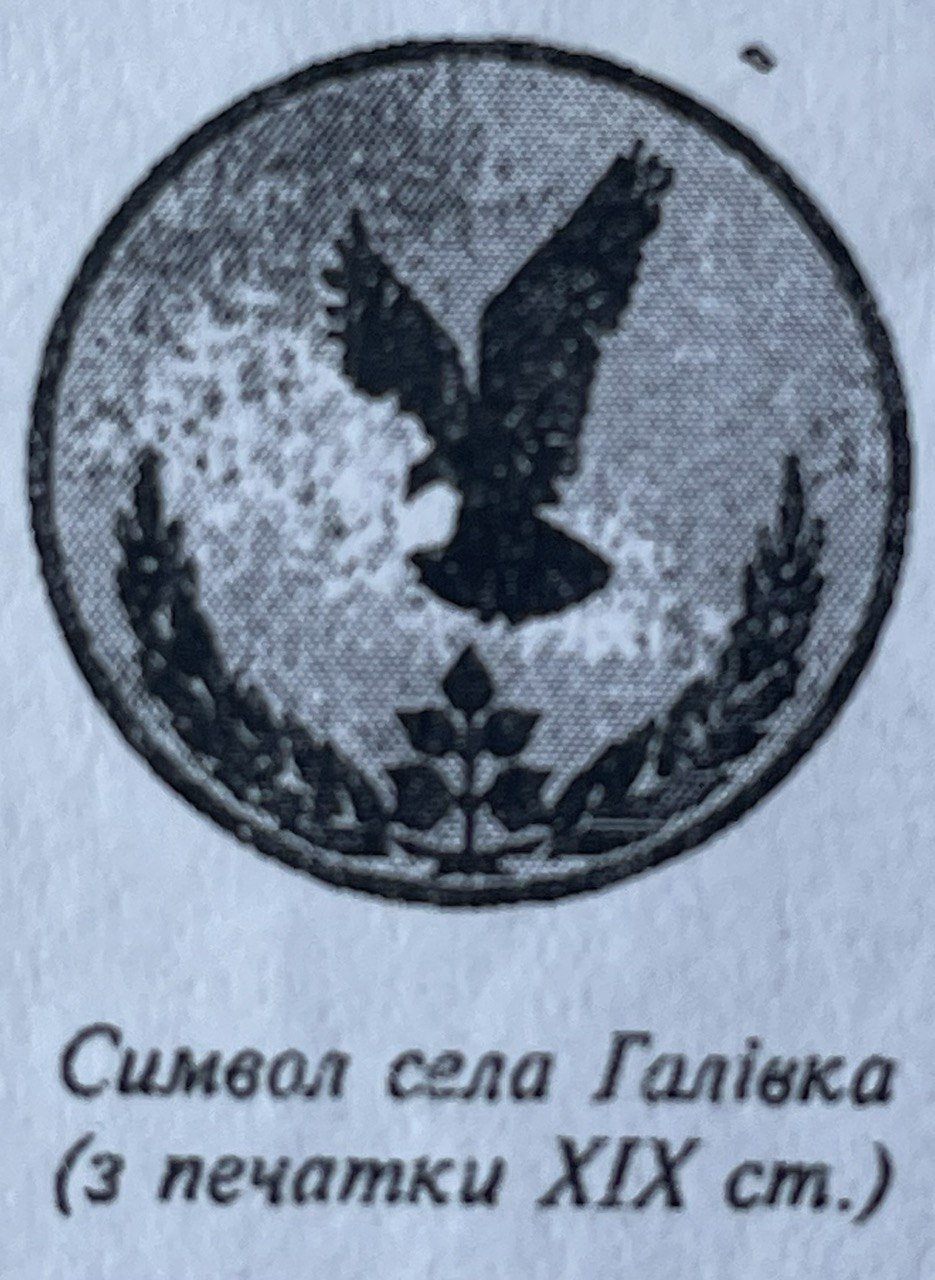
Символ села Галівка із печатки ХІХ ст.

На печатці села Галівка ХІХ ст., як символ, було зображено орла, що сідає на гілку.
"В 1933 р. Володимир Кобільник проводив археологічні розкопки біля комарницьких печер (с. Орів Сколівського р-ну), де було знайдено крем'яний скребач часів мезоліту. До того ж часу відноситься кам'яна сокира з с. Галівка, що в долині Дністра, і випадково знайдена така ж сокира в с. Зубриці - долина Стрия".
У 2023 р. село ввійшло до мережі історико-туристичних маршрутів "БойкоМандри", яка створюється за підтримки УКФ та Стрілківської територіальної громади.

### Населення
На 1 січня 1998 р. в селі Галівка проживало 156 осіб. Всі - вірні УГКЦ.
У 2021 р. в селі проживали 97 осіб (де-юре).

## Церква Св. Архангела Михаїла

### Перша і друга храмові будівлі
Вперше церква у селі Галівка згадується в документах 1565-66 рр. У XVIII існувала дерев'яна церква, на місці якої у 1866 році була зведена нова церква Св. Архистратига Михаїла, теж дерев'яна, невідомим майстром (за іншими даними - у 1863 році).
У 1901 р. її відновили і прикрасили стараннями о. Івана Господаревського та Олександра Залітача.
Цю триверху будівлю вінчали три світлові восьмерики, вкриті восьмибічними банями з одним заломом, увінчаними великими сліпими ліхтарями з маківками.

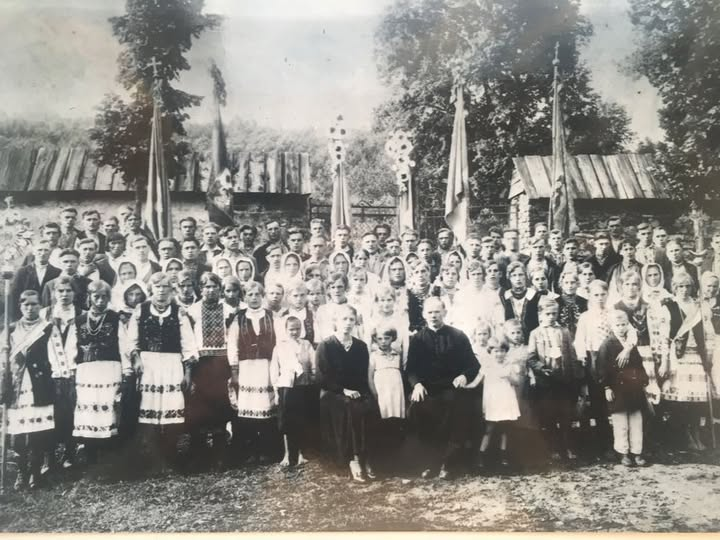
Жителі з Галівки на прощі до Кальварії. 1930 рік

У 1926 році "завідателем" парафії (матірна церква - у Галівці, дочірня - у Плоскім) був нововисвячений о. Блонарович Михайло, 1895 р.н. (рукоположений у 1925 р.). Церковний патронат: місцеві парафіяни. В матірній церкві у 1926 році було 595 душ. "Поля 17 га, луки 2 га, пасовисько 6 га 5 арів, лісу - еквівалентно для парохії 5 га 7 арів. Будинки в Галівці в матерн. церкві добрі".
З 1961 р. церква стояла зачиненою. У 1982 р. - згоріла. Після виходу УГКЦ з підпілля відправи відбувалися у дерев'яній дзвіниці ХІХ ст.

### Сучасна церква Зіслання Святого Духа УГКЦ
10 липня 2011 р. в селі Галівка було відкрито храм Зіслання Святого Духа.

### Софійська коляда "Нащадо Світа"
Ця колядка, також відома під назвою "Мшанецька коляда", оскільки вперше її записав о. Михайло Зубрицький у сусідньому селі Мшанець у 1884 р. та опублікував Іван Франко у 1889 р. У ній розповідається про будову Собору Святої Софії у Києві. Через свою унікальність вона стала не просто об'єктом міжнародної наукової дискусії, але й свідченням про "відображену чи закодовану у фольклорі свідомість етнокультурної єдності українського народу на всьому просторі його розселення, про присутність цієї свідомості, зокрема, і в карпатських глибинках".
9 листопада 2023 року в Мшанець приїхала знімальна група телеканалу "1+1" для знімання детективної історії про цю коляду, однак у тому селі вже ніхто не пам'ятав її. Тож журналісти і науковці приїхали у Галівку та записали мелодію і текст від Івана Волощака і Миколи Кіхтана, зробивши при цьому ще одне наукове відкриття.
24 грудня у перший Святий Вечір в Україні за новим стилем сюжет про детективну історію цієї коляди став центральним у вечірньому випуску "ТСН". Коляду у прямому ефірі на Софійській площі у Києві виконала Тіна Кароль, дещо змінивши оригінальний текст:
Помилуй же нас, Господь
Не ж там не було — одна сина вода,
Одна сина вода тай білий камінь, Божейку
Гей Божейку й помилуй же нас, Господь
А прикрив Господь сиров землицеу
Виросло на ній кедрове древо
Висмотрила го Пресвята Діва, Божейку
Гей Божейку й помилуй же нас, Господь
Ой наняла вна сім-десять майстрів
Ой ж ви майстрови ви ремісники
Ой зрубайте ж ви кедрове древо,
Вивставте з нього святу Софію,
Святу Софію в святім Кійові.
Би на ній было сімдесять верхів,
А оконочок як на неб зірок
Єден вершийко дуже високий
Під тим вершийком золотий престіл, Божейку
Гей Божейку й помилуй же нас, Господь
Там туди лежит здавну стежка,
Стежкою іде москальська війна, Божейку
Гей Божейку й помилуй же нас, Господь
Стала війнонька в крижі стріляти.
І спустив Господь огняний дождик,
Огняний дождик, громові кулі,
Затопив Господь москальську війну, Божейку
Гей Божейку й помилуй же нас Господь
Би на здоровья нам, на многі літа,
Не сам із собов, а з милим Богом,
Із милим Богом, з господинейков,
З господинейков і з челядойков. Божейку
Гей Божейку й помилуй же нас, Господь.
Оригінальне звучання галівської версії "Софійської колядки" записали жителі Галівки 1 січня 2024 року.
Це спричинило новий виток наукових досліджень про дану коляду.

## Музей Івана Платка

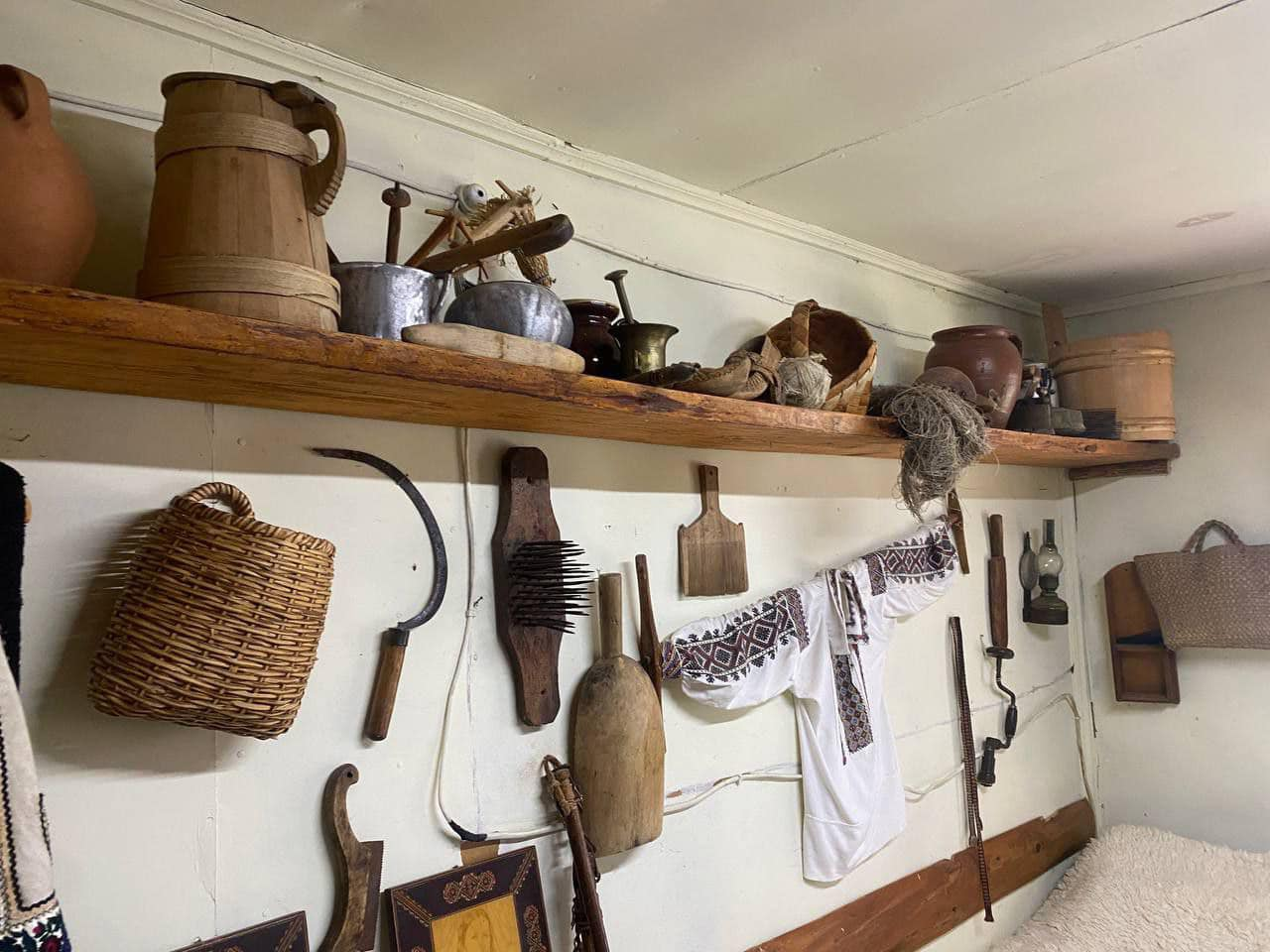
Музей Івана Платка у Галівці

В приватній садибі Івана Платка, художника, екозахисника, поціновувача старовини, розташований етнографічний мінімузей.
Івану Платку вдалося зібрати дуже цікаву і вже чималу колекцію різноманітних речей, одягу та предметів побуту, якими колись користувалися наші предки. Під час екскурсії відвідувачам було цікаво побачити, для чого і як саме вживалися в побуті ті чи інші речі.
Серед експонатів трапляються й військові шоломи та ножі часів Другої світової війни, які пан Іван сам знаходився у лісах навколо села, хоча в тій місцевості проходив фронт та велися запеклі бої.
Історія краю цього цікавого тим, що саме з цими землями Іван Довбуш (брат Олекси Довбуша) зі своїми загонами опришків виступав на польські маєтки. Земля тут досі зберігає багато артефактів, які притаманні гуцульщини – свистки, хрестики, різноманітні сувеніри, бо саме цією місцевістю проходив торговельний шлях.
Коли музей було засновано, люди зрозуміли, що пан Іван збирає історичні речі і просто віддавали йому, що у кого було. Так з часом експозиція поповнилася цікавими історичними артефактами. Як каже сам власник, музей присвячений тим людям, які вміли робити руками, не ледарювали та не пиячили.
Серед експонатів трапляються й військові шоломи та ножі часів Другої світової війни, які пан Іван сам знаходився у лісах навколо села.
Допомагає пану Івану опікуватись музеєм його мама Любов Григорівна.
Відео учасників табору з медіаграмотності від IDEM e.V. про Івана Платка та його музей.

## Лавандове поле у Галівці

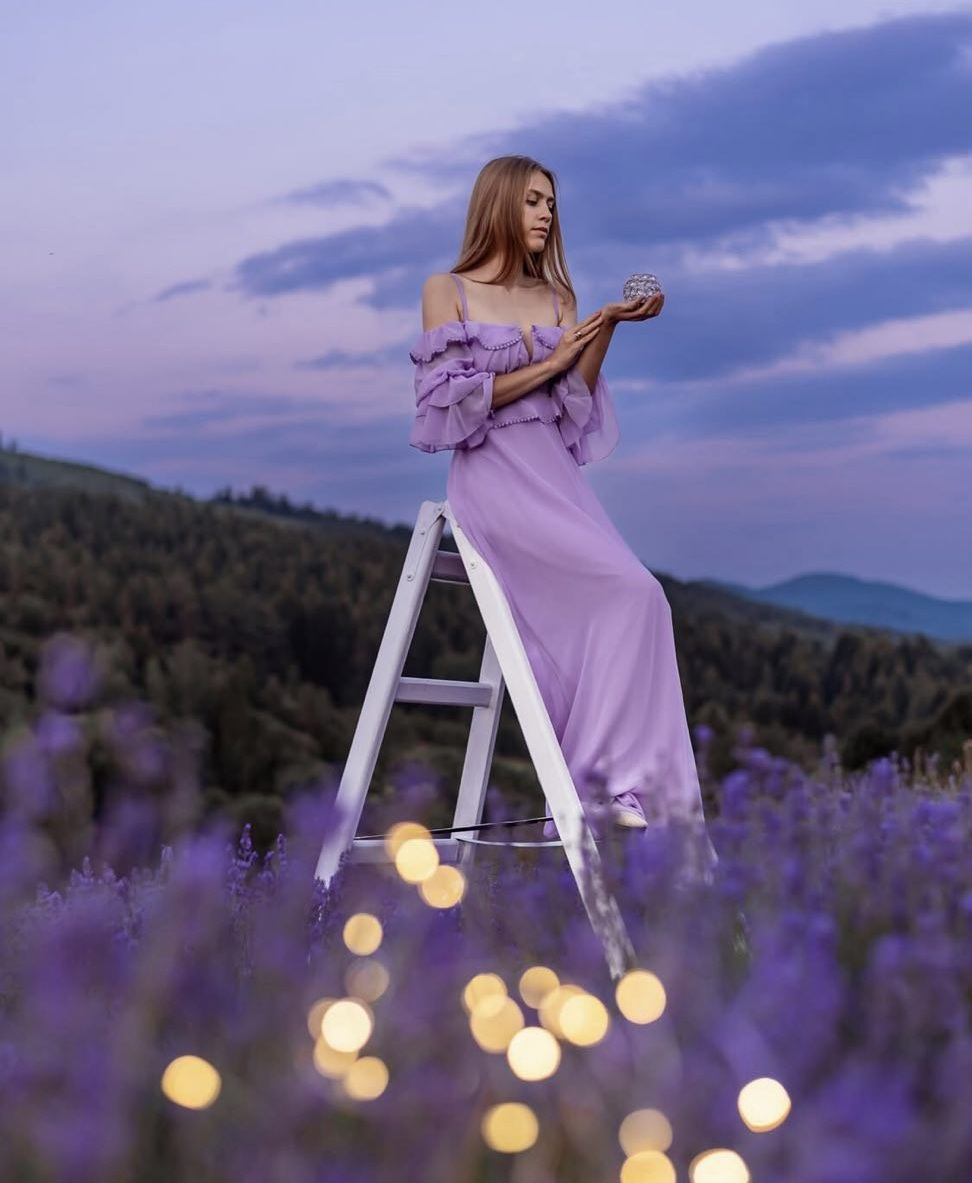
Галівка. Лавандове поле

Біля музею Івана Платка простягається мальовниче високогірне лавандове поле, що є окремою туристичною локацією та окрасою краю. Засіяне Іваном Платком у 2023 році. З 2024 тут проходять фотосесії у стилі французького Провансу.
Неподалік також знаходиться високогірний став та медова пасіка пана Івана.

## Відомі мешканці

### Народились
- Макар Іван Іванович (1957 р.н.)— український громадський і політичний діяч, правник[28].